# جيسيكا باوليتو
جيسيكا باوليتو (بالبرتغالية: Jéssica Pauletto‏) (ولدت في 19 ابريل 1990 م في البرازيل) عارضة أزياء برازيلية، ويبلغ طولها 178 سم.

## السيرة الذاتية
ولدت جيسيكا باوليتو ببلدة بيتو جوساوفيس (بالبرتغالية: Bento Gonçalves‏) بولاية ريو جراندي دو سول البرازيلية والتي تَبعُد 125 عن عاصمتها بورتو أليغري. وهي ابنة أحد رجال الصناعة البرازيليين، وتعود جذور عائلتها الي إقليم فينيتو الإيطالي.
بدأت جيسيكا باوليتو مشوارها بمدرسة ديلسون شتاين لعروض الأزياء وذلك علي غرار اليساندرا امبروسيو، جيزيل بوندخن، وكارولين ترينتيني كحال الكثير من عارضات الأزياء في ريو جراندي دو سول. وفي نهاية عام 2004 م التحقت حيسيكا بوكالة «مارلين ايجينسي» (بالإنجليزية: «Marilyn Agency»)‏ في ساوباولو، حيث أصبح عليها إقبال كبير في غضون عام واحد.
كما اشتركت جيسيكا بعرض ازياء «أسبوع الموضة ساوباولو [الإنجليزية]» بمدينة ساوباولو (بالإنجليزية: «São Paulo Fashion Week» أو «SPFW»)‏ الذي اقيم عام 2005 م، حيث يتم تنظيمه مرتين سنوياً خلال الفترات يناير/فبراير ويونيو/يوليو. وقد حصلت جائزة «أفضل وجه جديد» باولي مسابقات «دريم تيم» («Dream Tim») (تُقام مسابقة «دريم تيم» تحت رعاية شركة TIM للمحمول وبتنظيم من SPFW). وخلال هذه المناسبة قامت بعرض ازياء 29 مصمم مختلف. واستمرت جيسيكا في عرض ازياء «أسبوع الموضة ريو دي جانيرو» (بالإنجليزية: «Rio Fashion Week»)‏ لفصل الشتاء والذي رشحت به كأفضل عارضة. وغادرت بعدها بفترة وجيزة الي مدينة نيويورك الأمريكية حيث استقرت بها. وغادرت في عام 2006 م الي اليابان لعدة أشهر حيث عملت لدي «لوريال» («L'Oréal»)، «ايل» («Elle») و«ايل جيرل» («Elle Girl»)، كما عملت في الكتالوج الذي يُصدره «إستان» («Isetan»؛ باليابانية: 伊勢丹) أحد المتاجر اليابانية. وفي عام 2006، صنفتها جريدة «فوليا» (بالبرتغالية: «Folha»‏) ضمن 25 عارضة ازياء برازيلية الأكثر شهرة.
ظهرت جيسيكا في العديد من المجلات والصحف علي غرار ما يلي:
- مجلة «فوج» («Vogue») البرازيلية (مرتين)؛
- مجلة «فوج تين» («Vogue Teen»)؛
- مجلة «ايل» («Elle») الارجينتينية؛
- مجلة «جلامور» («Glamour ») الإيطالية؛
- مجلة «ماري كلير» («Marie Claire») (مرتين)؛
- مجلة «سيمبلز ماجازينز» («Simples Magazine»)؛
- مجلة SPFW Review.

كما أصبحت وجه العديد من الحملات الدعائية الخاصة ببيوت الأزياء البرازيلية:
- «اريزو»[6] (Arezzo)؛
- «تريتون»[7] (Triton)؛
- «فيدي بولا»[8] (Vide Bula)؛
- «لوسي اين ذا سكاي»[9] (Lucy In The Sky)؛
- «سعد»[10] (Saad).

كما قامت بعروض ازياء لماريا بونيتا («Maria Bonita») أحد بيوت الأزياء البرازيلية وقام بتصويرها كل من:
- جاك ديكير (Jacques Dequeker)؛
- ميرو (Miro)؛
- أندريه شيليرو (André Schiliró)؛
- مارسيلو نونس (Marcelo Nunes)؛
- كريستيانو بيو دي أوميدا (Cristiano Pio de Almeida).

ونظراً لبعض المشاكل الصحية التي تعرضت لها، حصلت جيسيكا علي إجازة خلال عام 2007. الا انها عاودت الظهور مرة أخرى بكل تألق خلال عرض ازياء SPFW لشتاء 2008، حيث قامت خلاله بعرض ازياء لـ12 من بيوت الأزياء من بينهم «يوديسي» («Iodice»)، «تريتون» («Triton»)، «جيزيلي ناصر» («Giselle Nasser») و«امابو» («Amapô»). وذهبت مرة أخرى الي اليابان. وفي عام 2010 وقعت عقد مع وكالة «ان سي ايجينسي» (بالإنجليزية: «ANC Agency»)‏ بمدينة همبورغ الألمانية.

## مواقع خارجية
- جيسيكا باوليتو على موقع دليل عارضات الأزياء (الإنجليزية)
- صور جيسيكا باوليتو علي فوتولوج دوت كوم.
- صور جيسيكا باوليتو علي ايه ان سي.